# ياسر لستر
ياسر ليستر (ولد في 22 يونيو 1984) هو ممثل كوميدي أمريكي وكاتب وممثل من أصل فلسطيني. كان عضوًا في فريق الكتابة لمسلسل عرض كارمايك ومسلسل فتيات. اشتهر بدوره بشخصية كريس في فيلم صنع التاريخ، ودوره كسمسار بورصة، واسمه ياسر، في مسلسل الاثنين الأسود الذي عُرض على قناة شوتايم عام 2019.
وُلِد ليستر في ميامي، فلوريدا. عندما كان طفلاً، انتقلت عائلته إلى مارييتا، جورجيا. والدته أمريكية من أصل أفريقي ووالده فلسطيني. كان يطمح إلى أن يكون ممثلًا كوميديًا منذ صغره، وانتقل إلى لوس أنجلوس في سن 21 لمتابعة مهنة الكوميديا.

## حياته المهنية
في عام 2016، عمل ليستر في نفس الوقت ضمن فريق الكتابة لكل من عرض كارمايك ومسلسل فتيات. أخذ استراحة لتصوير فيلم صنع التاريخ، والذي تم عرضه على شبكة فوكس التلفزيونية لمدة موسم واحد. صرح أنه لم يكن ينوي أبدًا التمثيل، وانتقل إلى هوليوود للعمل في إنتاج التلفزيون وكممثل كوميدي. شجعه صديقه آدم بالي، الذي كان مهتمًا بالفعل بالنجم، على إجراء الاختبار.
كان أحد أعضاء فريق عمل مسلسل الأبطال في عام 2018، والذي تم إلغاؤه بعد موسم واحد. من عام 2019 إلى عام 2021 ظهر بدور تاجر مسلم في  وول ستريت، في مسلسل الاثنين الأسود الذي عُرض على قناة شوتايم.
في أغسطس 2021، انضم ليستر ككاتب سيناريو ومنتج تنفيذي لفيلم الأبطال الخارقين القادم في قائمة أفلام عالم مارفل السينمائي ومسلسلاته، الذي تدور أحداثه في عالم مارفل السينمائي.
يؤدي ليستر عروض الكوميديا الإرتجالية بانتظام. في عام 2024، أخرج ليستر وأنتج وكتب فيلم الكوميديا الرياضية "الحضيض".